# Ptychadena arnei
Ptychadena arnei es una especie  de anfibios de la familia Ranidae.

## Distribución geográfica
Se encuentra en Costa de Marfil, Guinea, Senegal, Sierra Leona y, posiblemente en Guinea-Bissau y Liberia.